# Campeonato Europeo de Piragüismo en Eslalon de 2027
El XXVII Campeonato Europeo de Piragüismo en Eslalon se celebrará en Cracovia (Polonia) en el año 2027 bajo la organización de la Asociación Europea de Piragüismo (ECA) y la Federación Polaca de Piragüismo.
Las competiciones se realizarán en el Canal de Piragüismo en Eslalon Kolna de la ciudad polaca.